# The Great Wide Open
The Great Wide Open war ein Open-Air-Festival, das bisher zweimal stattfand. Das erste Konzert fand am 13. Juni 2009 auf der Trabrennbahn in Mühldorf am Inn vor über 11.000 Zuschauern statt.
Auf dem Musikfestival traten folgende Musiker und Bands auf: Claus Freudenstein’s Bass Monsters, Aviv Geffen, Dolcenera, The Hooters, Roger Hodgson, Status Quo und Deep Purple.
Die für 2010 geplante Wiederauflage musste aufgrund der Absage von Joe Cocker zurückgezogen werden. Nach Aussage des Veranstalters Heinz Preisch sollte das Festival dafür 2011 wieder stattfinden. Auch 2011 und in den Folgejahren kam eine Wiederauflage nicht zustande.
2015 fand das zweite "The Great Wide Open" in Mühldorf statt. Hauptact war Unheilig. Sie spielten vor 8.500 Zuschauern.
Das Festival ist nicht zu verwechseln mit dem Musik- und Kulturfestival Into The Great Wide Open, das seit 2009 am ersten Septemberwochenende auf niederländischen Insel Vlieland stattfindet.